# Bonne Nuit (Jersey)

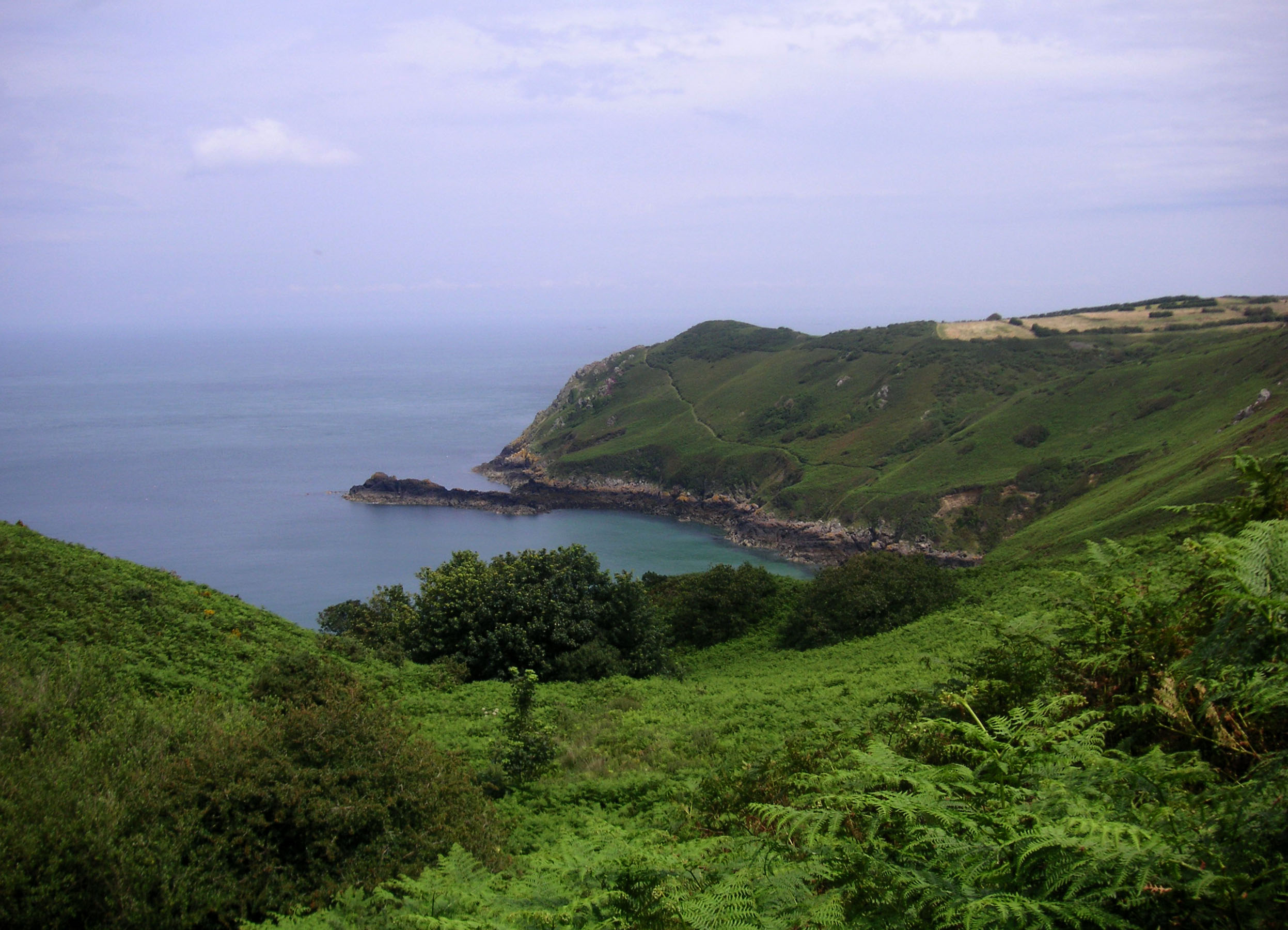
Bonne Nuit

Bonne Nuit (Jèrriais: Bouonne Niet) is een kleine, natuurlijke haven in het Vingtaine du Nord, Saint John, Jersey. Zowel Bonne Nuit in het Frans als Bouonne Niet in het Jèrriais betekenen "goede nacht". Schepen en zeelui konden daar veilig de nacht doorbrengen. De baai ligt tussen Frémont in het westen en La Crête in het oosten.

## Geschiedenis

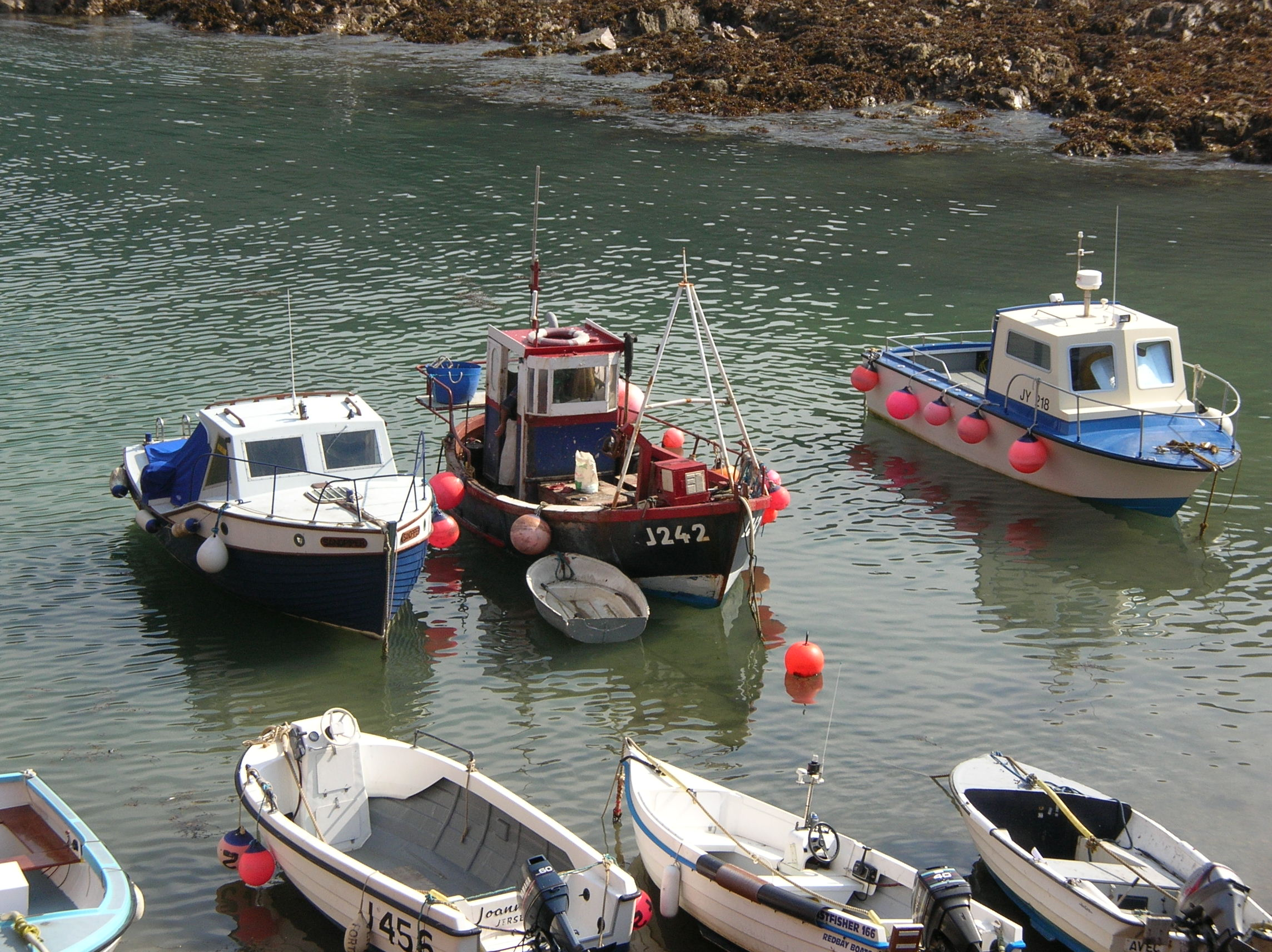
Vissers naar krab en kreeft vanuit de baai

In 1150 werd de kapel Saint Mary in Saint John geschonken aan de Abdij van Saint-Sauveur-le-Vicomte. Deze kapel werd beschreven als de kapel de Bona Nocte. Dit is de eerste historische verwijzing naar de naam.
De baai werd in de 17e en 18e eeuw gebruikt door smokkelaars. De eerste kustversterking bestond uit een boulevard met twee kanonnen in 1736. De dreiging van een Franse invasie leidde tot de bouw van een klein fort bij La Crête, uitkijkend over de baai Bonne Nuit en de nabijgelegen baai Le Havre Giffard, tussen 1816-1834. La Crête Fort, de officiële zomerresidentie van de gouverneur van Jersey, wordt nu gebruikt voor verhuur aan vakantiegangers.
De pier werd gebouwd in 1872 door de Staten van Jersey voor vissersboten en voor de mijn bij Mont Mado.
Le Cheval Guillaume, een rotsformatie in de baai, werd gebruikt tijdens de midzomerfeesten. Mensen roeiden rond deze rots in de hoop op meer geluk. Volgens een legende bestaat de rots uit de versteende resten van een watergeest die in de gestalte van een paard een man wegvoerde en verdronk. De watergeest probeerde zo de geliefde, Anne-Marie, te stelen van een man genaamd Guillaume.

## Geografie

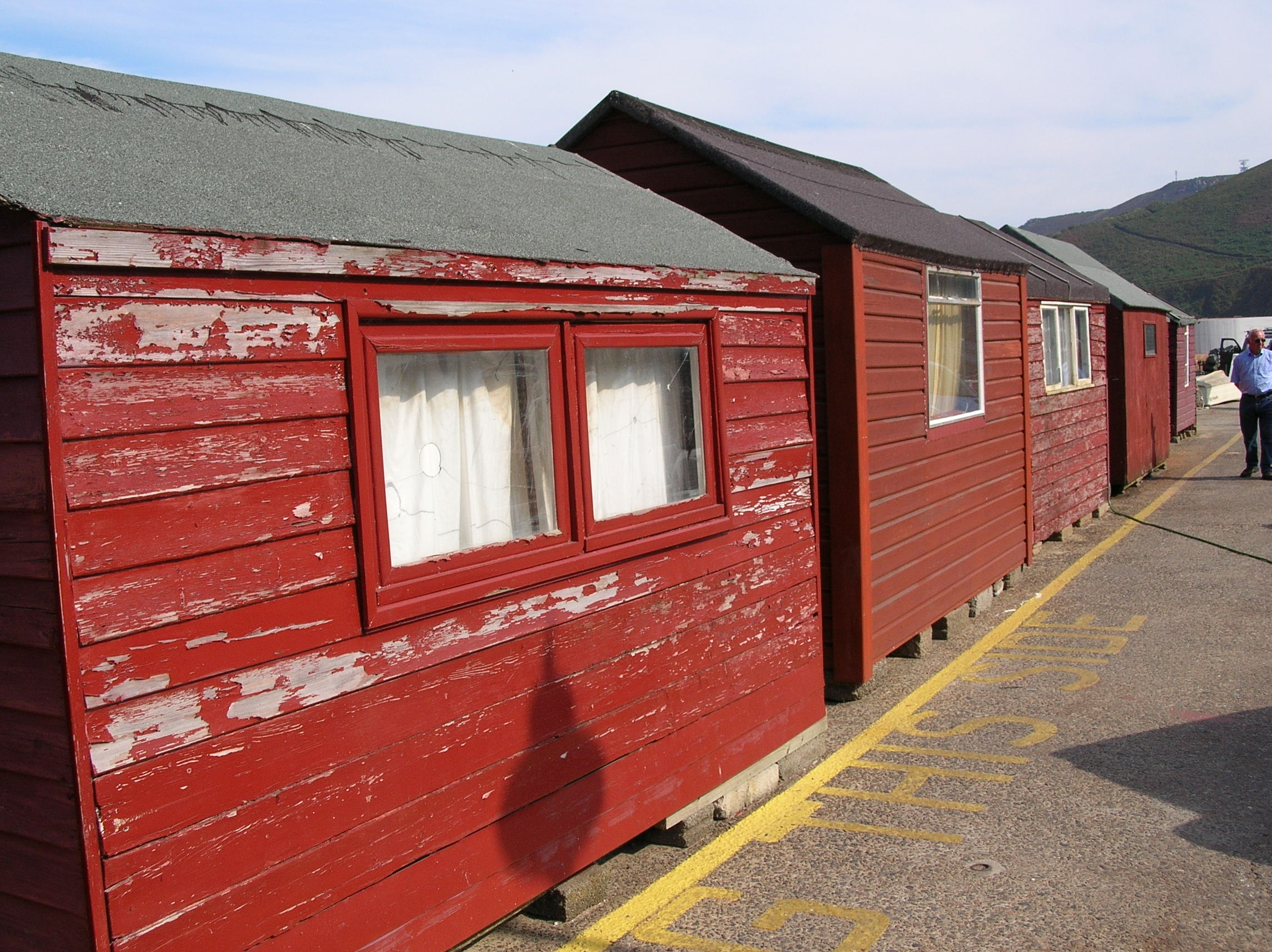
Hutten bij de haven worden gebruikt door vissers

De baai heeft een klein strand met witte kiezelstenen. Bij de baai liggen La Vallette Le Don Hudson en Le Don Best, beide van de "National Trust for Jersey".
De kliffen rond de haven zijn de hoogste van het eiland. In de baai wordt veel aan paragliding gedaan.

## Route
De baai is bereikbaar vanuit Saint Helier met bus 4. Het aantal parkeerplaatsen is beperkt.